# Treskavica
Die Treskavica (serbisch-kyrillisch Трескавица) ist ein zu den Dinariden gehörendes Gebirgsmassiv im Zentrum von Bosnien und Herzegowina, etwa 25 Kilometer südlich von Sarajevo. Ihr höchster Gipfel – der 2086 m hohe Dokin Toranj – ist die höchste Erhebung in der Hauptstadtregion und der siebthöchste Punkt des ganzen Landes.

## Lage
Das Treskavica-Massiv befindet sich südöstlich von Trnovo und nordwestlich von Kalinovik und erstreckt sich über eine Länge von über 20 Kilometern. Es ist im Norden durch den Bergkamm der Hojta mit der Bjelašnica verbunden; im Südosten geht das Massiv in die Hochebene von Šivolje über. Im Osten stellt der Rogoj die Verbindung zum Jahorina-Massiv dar. Nur im Westen ist die Treskavica scharf abgegrenzt und wird durch das bis zu 850 m tiefe Tal des Flusses Ljuta vom benachbarten Visočica-Massiv getrennt.
Ungefähr in der Mitte des Gebirgszuges verläuft seit 1995 die innerbosnische Grenze zwischen Föderation Bosnien-Herzegowina und Republika Srpska.

## Wasserreichtum
Die Treskavica gilt als eines der wasserreichsten Gebirge Bosniens und befindet sich auf der Wasserscheide zwischen Adria und Schwarzem Meer. Während die am Westrand entspringenden Flüsse Rakitnica und Ljuta der Neretva und damit der Adria zufließen, entwässern die auf der Ostseite entspringenden Flüsse Željeznica und Bistrica über Bosna bzw. Drina ins Schwarze Meer.
In der Treskavica gibt es zudem unzählige Quellen und mehrere Seen; zu den bekanntesten zählen Crno jezero („Schwarzer See“), Veliko jezero („Großer See“) und Bijelo jezero („Weißer See“) bei Trnovo.

## Vegetation
Während das Hochplateau des Karstgebirges nur spärlich bewachsen ist, sind insbesondere die östlichen und südlichen Ausläufer der Treskavica mit typischem Karst-Blockhalden-Tannenwald bestanden. 

## Tourismus
Die Treskavica ist ein beliebtes Ziel für Wanderer. Ihre Hauptgipfel sind von Norden und Nordosten über markierte Wege zugänglich. Die beliebteste Route führt von Trnovo aus vorbei an den drei Bergseen hinauf zum Đokin toranj. Jener Teil der Treskavica südlich des Đokin toranj war jedoch im Bosnienkrieg unmittelbares Kampfgebiet. Hier sind bis heute große Gebiete vermint und können nicht betreten werden.